# Kanupolo

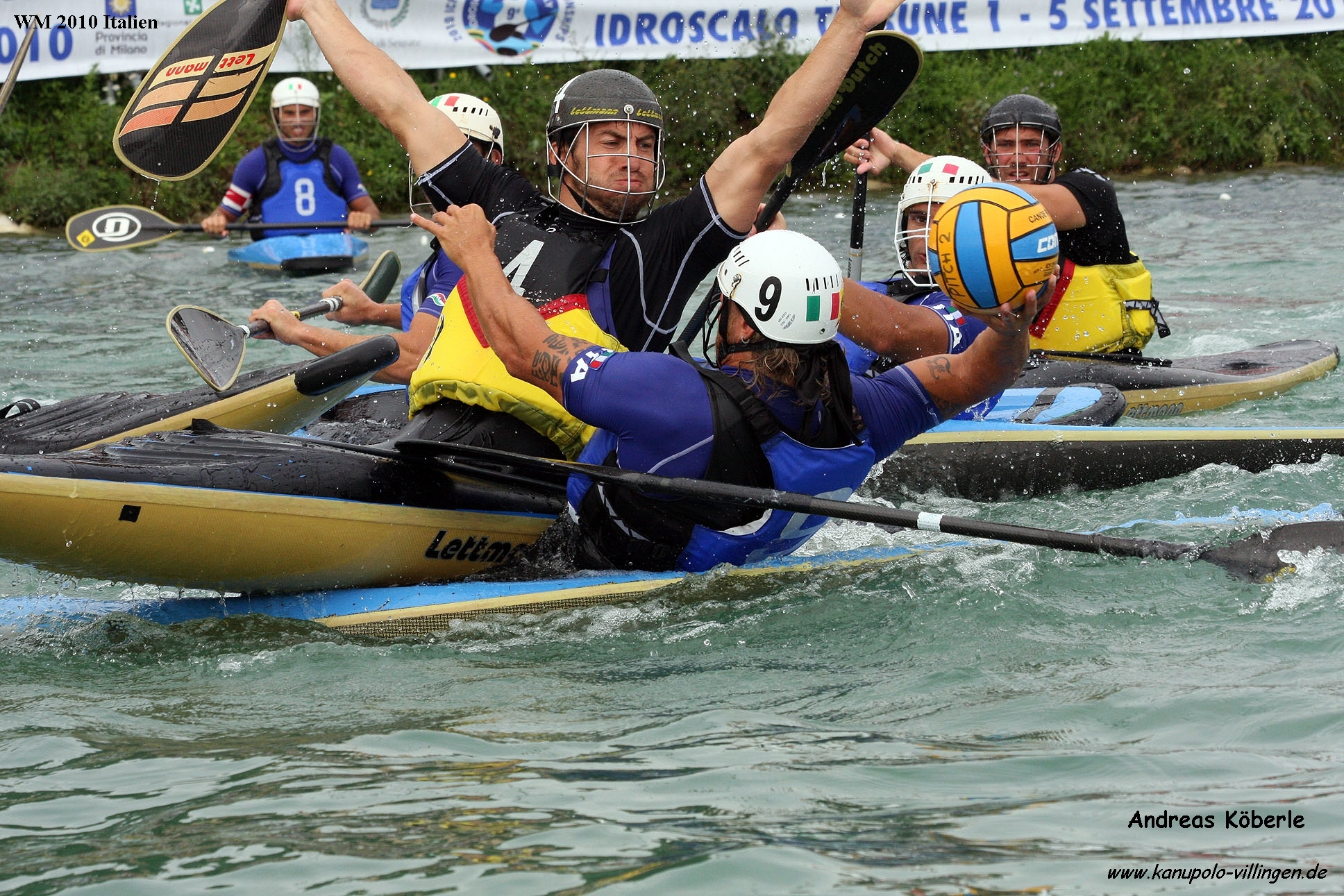
Kanupolo WM 2010 Mailand

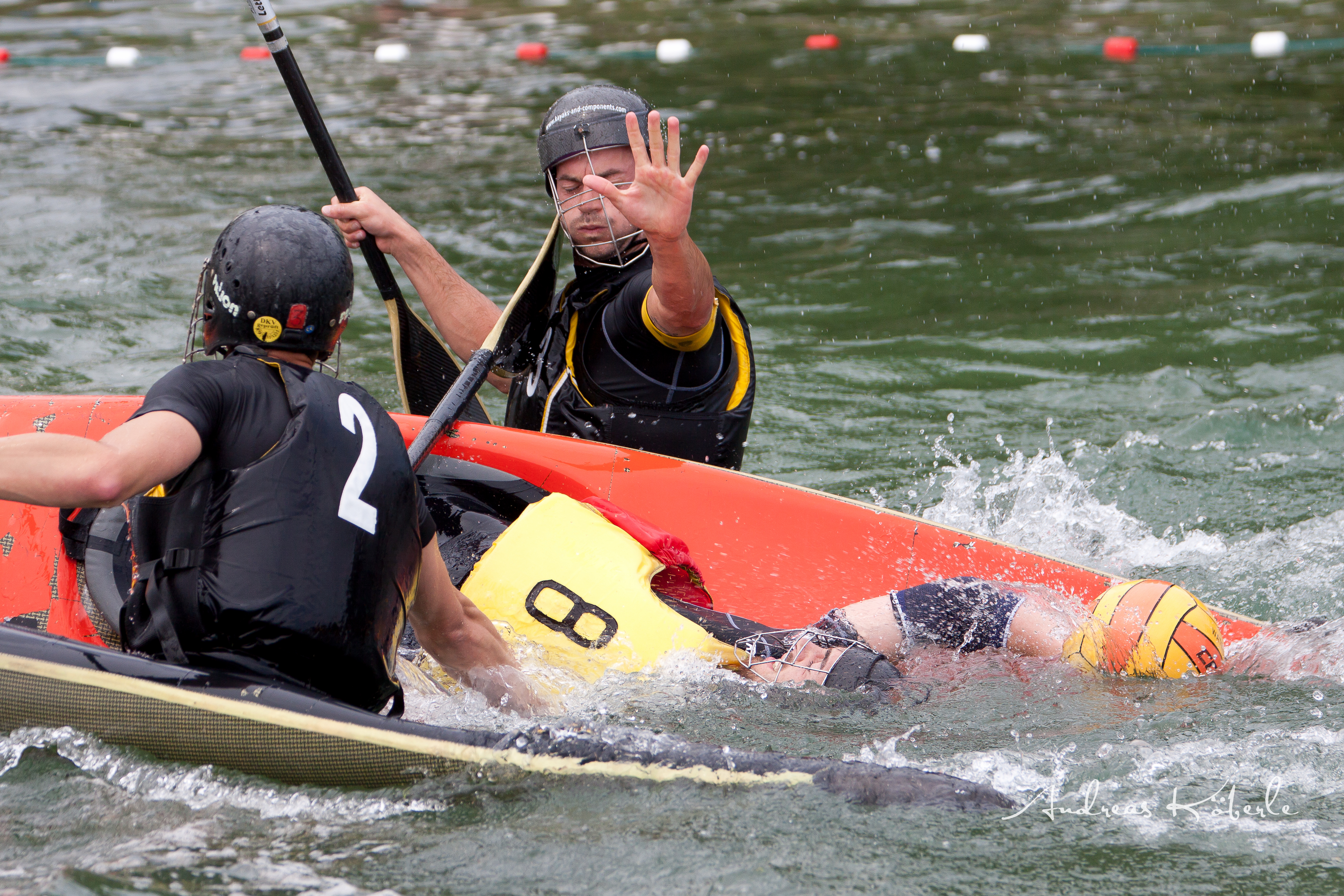
Kanupolo Zweikampf

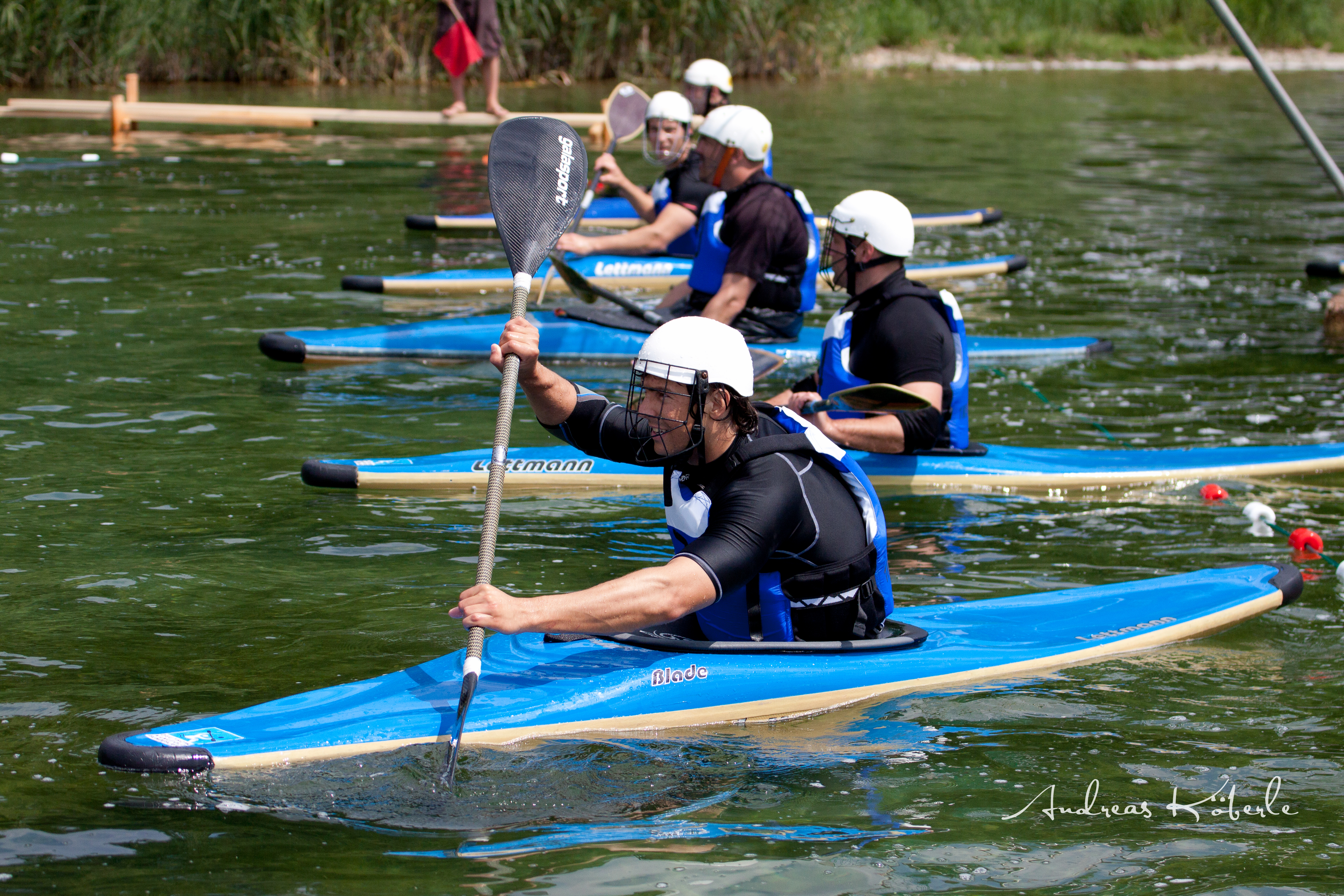
Anfahren

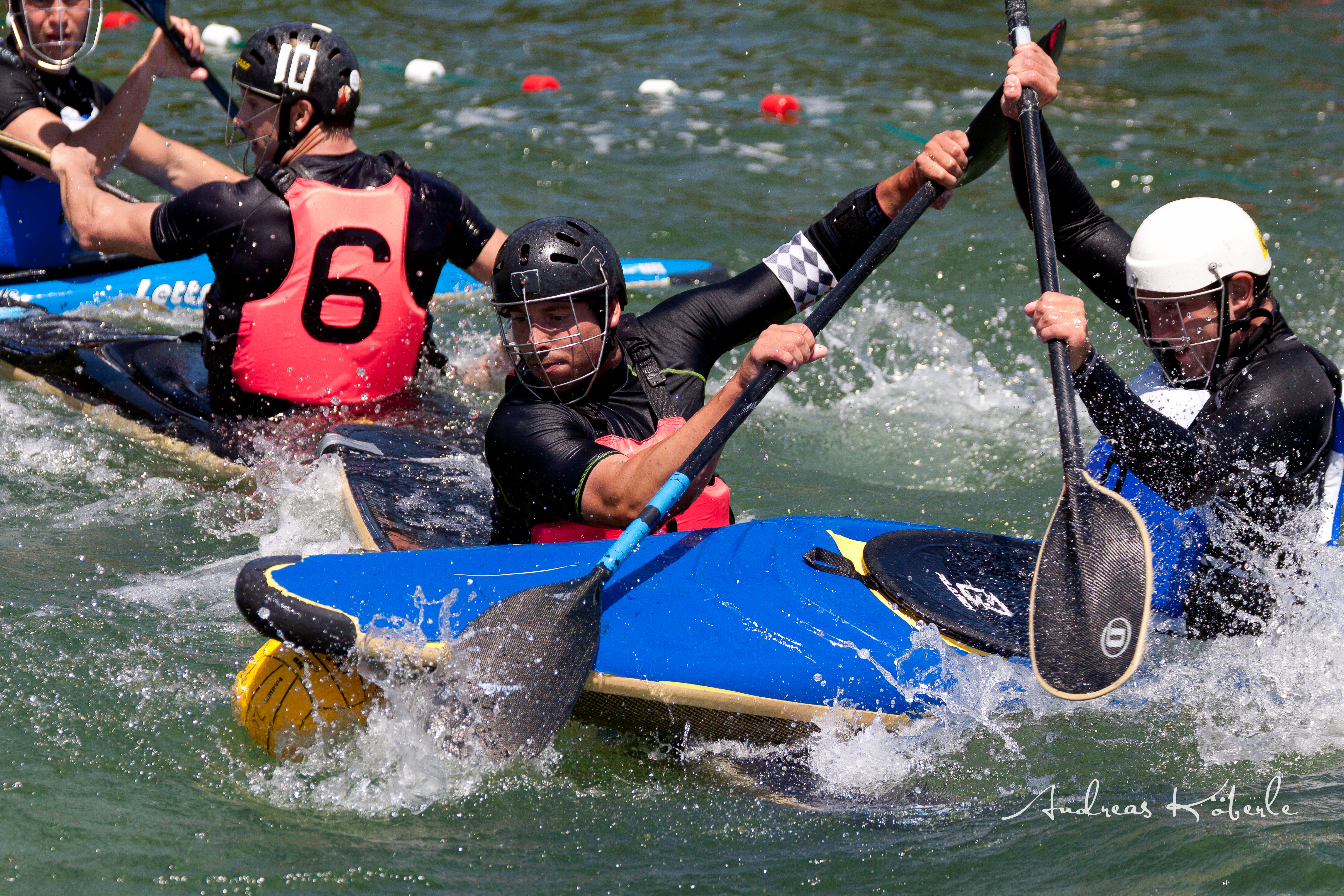
Kampf um den Ball

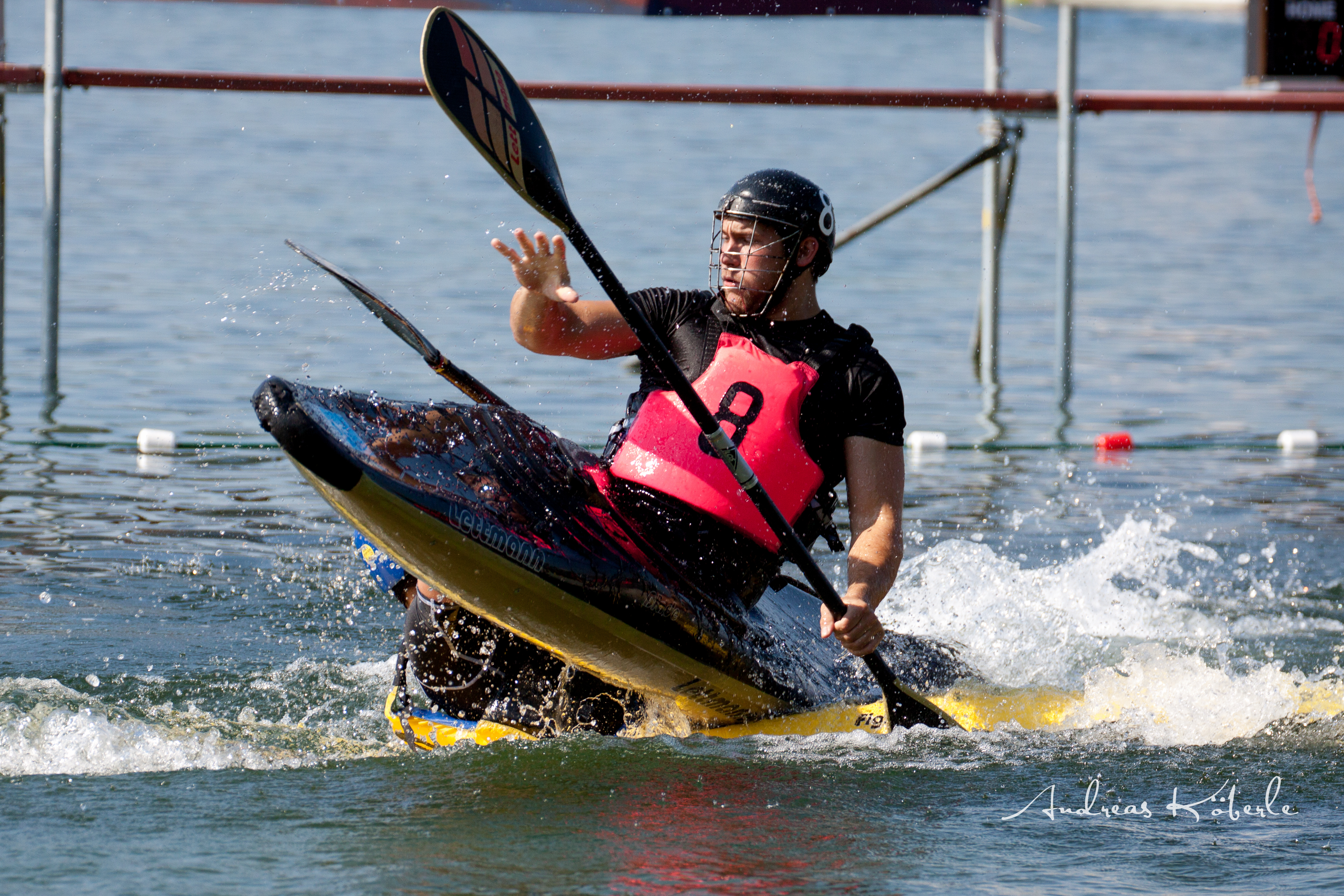
Kampf um den Ball

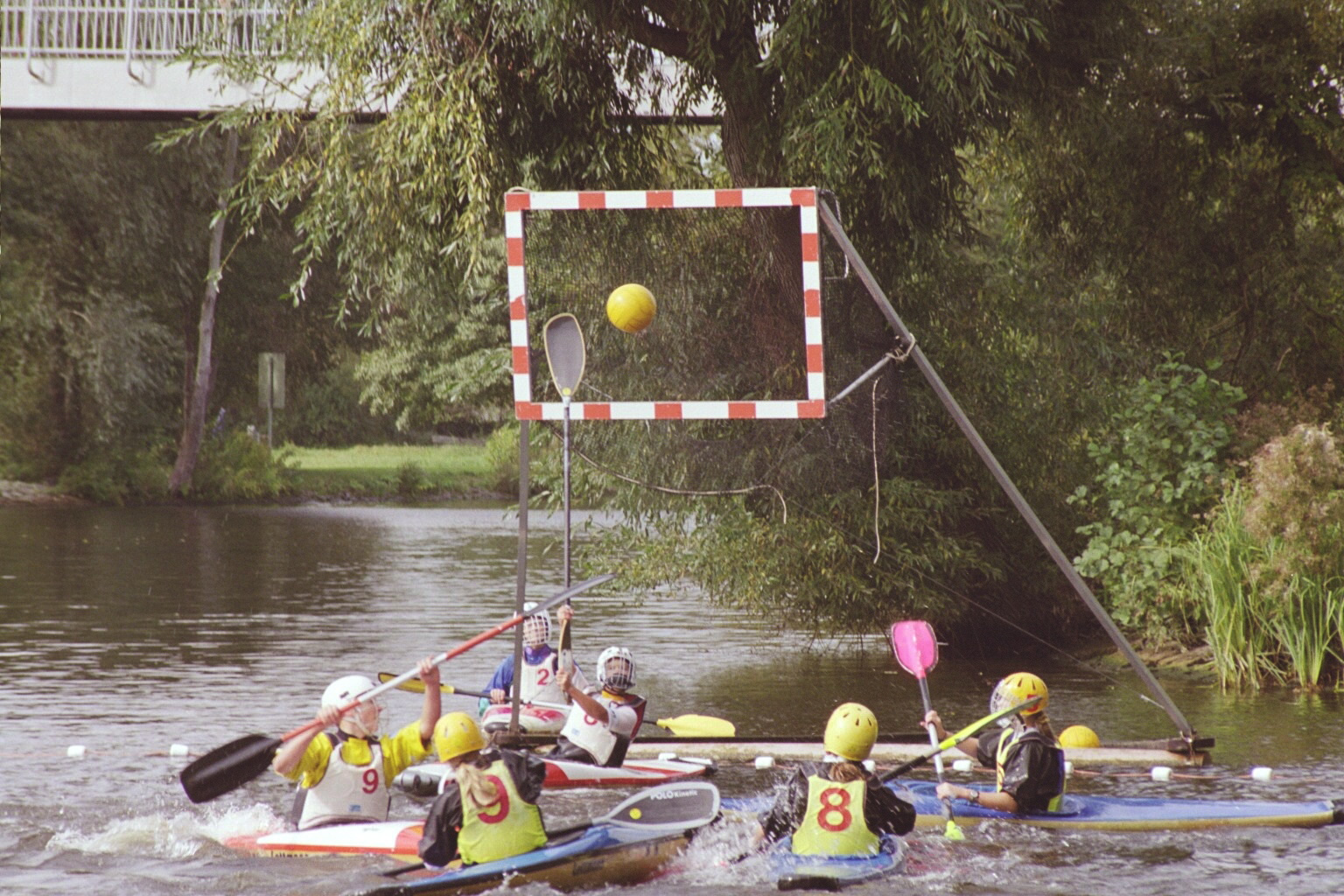
Spieler beim Werfen auf das Tor

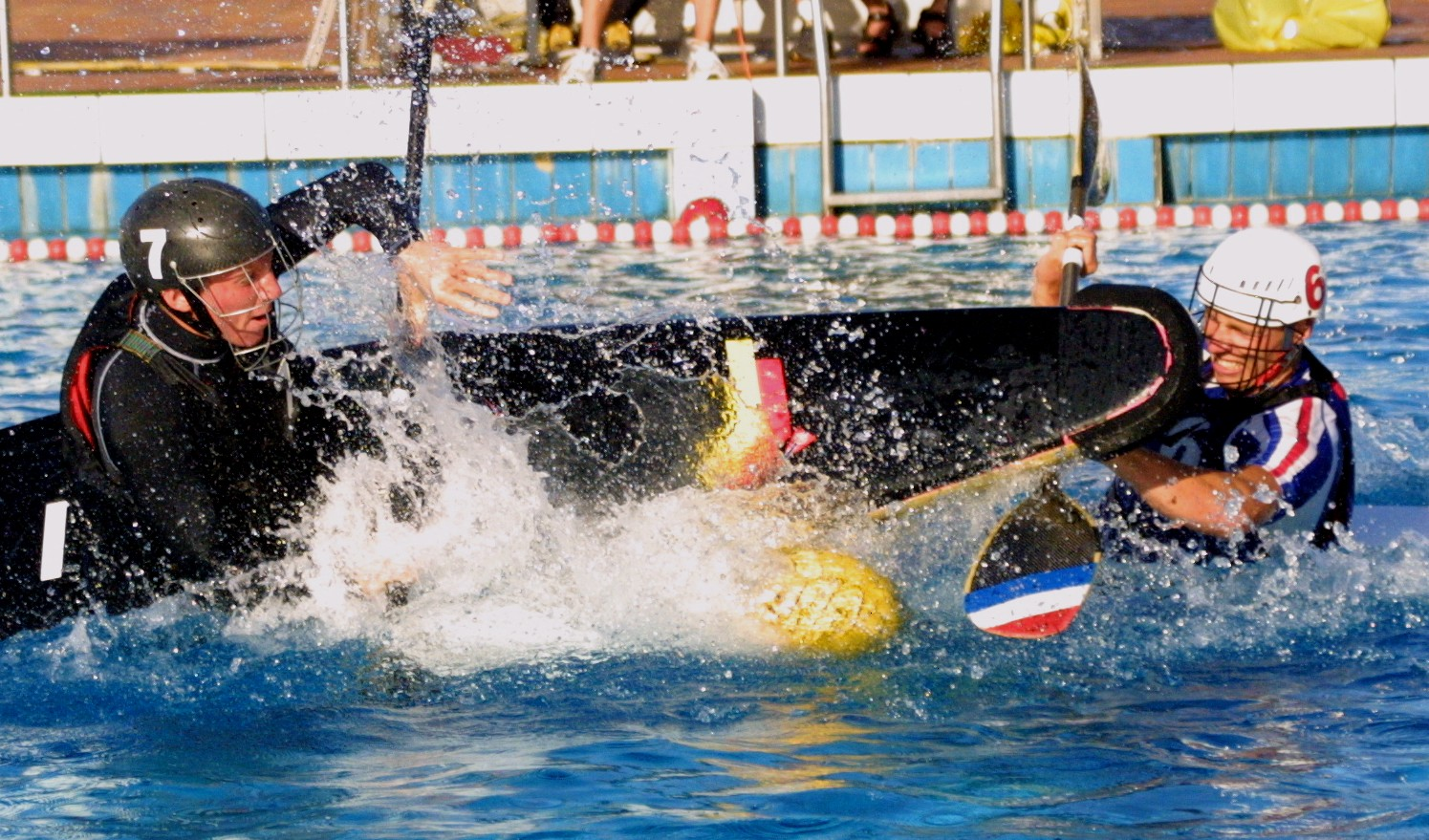
Zweikampf um den Ball

Kanupolo (oder: Kanu-Polo) ist ein Mannschaftssport, bei dem zwei Teams mit je fünf Spielern gegeneinander antreten und der auf einer Wasserfläche gespielt wird. Dabei sitzen die Spieler in kleinen und wendigen Einerkajaks und versuchen den Ball mit der Hand oder mit dem Paddel in das gegnerische Tor zu bringen. Es wird mit fliegendem Torwart gespielt.
Kanupolo ist Programmsportart bei den World Games. In Deutschland hat sich in den letzten Jahren eine rege Szene gebildet und der Sport erfreut sich wachsender Beliebtheit. Über 100 Vereine in Deutschland üben diesen Sport aus, sowie eine große Anzahl an Vereinen in anderen Ländern wie England, Frankreich, Schweiz, Niederlande, Belgien und Spanien. Nicht nur Vereine spielen Kanupolo, sondern auch Schulen und vor allem Hochschulen haben es in ihr Programm aufgenommen.
Kanupolo wird in einem rechteckigen Spielfeld auf stillen Gewässern gespielt. Es treten 2 Teams mit je 5 Feldspielern in Kajaks gegeneinander an, die versuchen, den Ball in das jeweils gegnerische Tor zu befördern. Ein Tor wird gezählt, wenn der Ball mit vollem Umfang die Torbegrenzung durchquert hat. Die Tore befinden sich in der Mitte der beiden kurzen Seiten des Spielfelds, 2 Meter über der Wasseroberfläche. Der Spieler, der dem Tor am nächsten ist, zählt als Torwart; dieser darf nicht angegriffen werden, solange die Angreifer im Ballbesitz sind. Allerdings muss der verteidigende Spieler mit dem Heck seines Bootes unter dem Tor liegen, um als Torwart anerkannt zu werden und damit unter besonderem Schutz zu stehen. Ein Team besteht aus höchstens 8 Spielern, 5 Feldspieler und bis zu 3 Auswechselspieler, die jederzeit beliebig oft eingewechselt werden können. Die Spieldauer beträgt 2 mal 10 Minuten oder 2 mal 7 Minuten mit einer Halbzeitpause von 3 Minuten. Sieger ist das Team, das mehr Tore erzielen konnte. Bei unentschiedenen Entscheidungsspielen wird eine 5-Minuten-Verlängerung mit „Golden Goal“-Regel gespielt, notfalls mehrfach, bis ein Sieger feststeht. Eine Entscheidung durch Entscheidungswerfen gibt es nicht mehr.

## Spielfeld

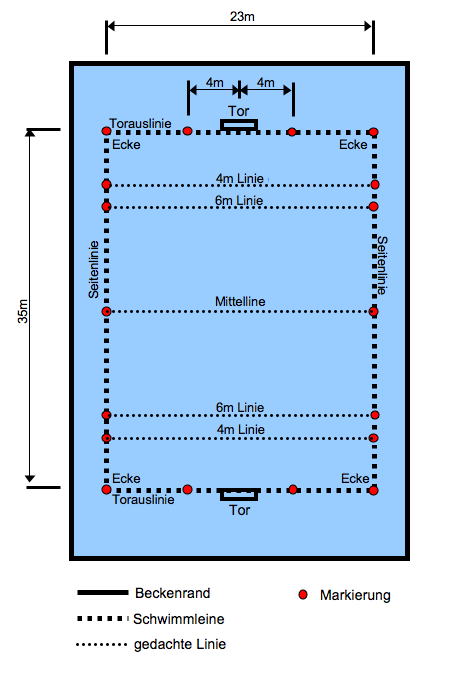
Kanupolo Spielfeld

Die Größe des Spielfelds beträgt 23 × 35 Meter, kann aber gerade in Hallenbädern auch verringert werden. Das Spielfeld wird durch Schwimmleinen begrenzt. Die Wassertiefe muss mindestens 90 cm und die Deckenhöhe 5 Meter betragen. Die 1 × 1,5 Meter großen Tore sind in 2 Meter Höhe (Wasseroberfläche bis Oberkante der Unterlatte des Tores) an den kurzen Seiten des Spielfeldes angebracht. Der Auswechselbereich befindet sich hinter der jeweiligen Torauslinie, wobei der Bereich 4 Meter von der Tormitte zu beiden Seiten davon ausgenommen ist. Am Spielfeldrand befinden sich Markierungen für die 6 Meter Zone, die Spielfeldmitte und 4 Meter Linie, die Position für den Penalty.

## Material und Ausrüstung
Die Spieler tragen zum Schutz Schwimmwesten und einen Helm mit Schutzgitter. Gespielt wird in speziellen Kanupolo-Booten und mit Polo-Paddeln, die etwas robuster als gewöhnliche Paddel gestaltet sind, da sie durch hart geworfene Bälle schnell brechen könnten. Oft werden die Paddel aus mit Kohlenstofffasern oder Aramid (Kevlar) verstärkten Faserverbundwerkstoffen gefertigt, um eine hohe Stabilität bei möglichst wenig Gewicht zu erreichen. Ähnliches gilt für die Boote, welche speziell auf Wendigkeit und Stabilität ausgelegt sind. Für einen dichten Abschluss zwischen Boot und Spieler trägt man eine sogenannte Spritzdecke, die meist aus Neopren besteht. Der Ball ist aus Nylon gefertigt und mit einer aufgerauten Gummierung versehen, damit man ihn im Wasser besser greifen kann. Es gibt Damen- und Herrenbälle, die sich in Größe und Gewicht unterscheiden. Die gleichen Bälle werden auch beim Wasserball verwendet.

## Regeln
Der Ball kann sowohl mit den Händen als auch mit dem Paddel gespielt werden. Innerhalb von fünf Sekunden muss der Ball wieder abgegeben oder mindestens einen Meter horizontal vom Körper weg gespielt werden. Den Ball vor sich ins Wasser werfen und ihn dann wieder aufnehmen ist erlaubt und nennt sich „vorlegen“. Die angreifende Mannschaft hat eine Angriffszeit von 60 Sekunden. Die verbleibende Angriffszeit wird auf der Shot clock gezeigt. Jeder Körperkontakt mit dem Gegner ist verboten, dazu zählt insbesondere das Berühren des Gegners mit dem Boot oder dem Paddel. Eine Ausnahme hiervon ist, dass der Gegner, der gerade den Ball kontrolliert, an der Schulter oder der Seite geschubst werden darf, um ihn zum Kentern zu bringen. Jedes gefährliche Spiel wird als Foul abgepfiffen, dazu gehört auch das Schubsen auf ein anderes Boot oder auf eine Schwimmleine.
Im 6-Meter-Raum vor dem Tor der verteidigenden Mannschaft darf man seine Gegner mit dem Boot wegschieben. Außerhalb dieses Bereichs ist das Schieben und Blockieren mit dem Boot verboten, es sei denn, es wird um einen Ball gekämpft. Um Verletzungen vorzubeugen, ist das zu harte Rammen im Bereich der Bootsmitte verboten. Aufpassen muss man auch auf den gegnerischen Torwart, der nicht berührt oder behindert werden darf.
Wenn der Ball das Spielfeld verlässt (Seitenaus, Torabwurf, Mittenanwurf nach Tor, Eckball) wird ein (indirekter) Freiwurf ausgeführt. Alle Fouls führen zu einem (direkten) Freischuss. Auf Regelverstöße, die ein fast sicheres Tor verhindern, folgt ein Penalty. Dabei darf ein Spieler des benachteiligten Teams aus sechs Meter Entfernung auf das unverteidigte Tor werfen. Die restlichen Spieler beider Teams müssen in die andere Spielfeldhälfte und dürfen erst nach dem Anpfiff wieder eingreifen.
Zwei Schiedsrichter pfeifen ein Spiel. Sie werden von zwei Linienrichtern, zwei Zeitnehmern und dem Protokollführer unterstützt. Dazu kommt ein Bootsprüfer, der vor dem Spiel die Ausrüstung kontrolliert. Neben den bisher genannten Spielstrafen können die Schiedsrichter auch Disziplinarkarten zeigen: Grün – Zwei Minuten Platzverweis, Gelb – Zwei Minuten Platzverweis, Rot – Platzverweis bis zum Spielende und „ausschließenden Rot“ – Platzverweis bis zum Spielende, ein Spiel Sperre und eventuell weitere Konsequenzen. Für die grüne, gelbe und rote Karte gilt eine Powerplayregel.

## Taktik
Neben der körperlichen Fitness nimmt auch der taktische Anteil einen hohen Stellenwert ein. Besonders bei körperlich ähnlich starken Mannschaften entscheidet die richtige Taktik über Sieg und Niederlage.

Mögliche Aufstellung

Die Taktik ähnelt der in anderen Ballsportarten. Am ehesten lässt sich die Spielweise mit Handball, Wasserball oder Basketball vergleichen. Ein wesentliches Merkmal beim Kanupolo ist, dass mit dem eigenen Boot vor dem Tor Wege versperrt bzw. Gegner weggeschoben werden können.
Die Mannschaften entscheiden sich in der Defensive meist für eine Ball-Raum-Verteidigung, bei der den Angreifern der Weg zum Tor oder der Passweg zum besser positionierten Mitspieler versperrt wird. Die Schwierigkeit hierbei ist, dass die Angreifer immer in Überzahl sind, da der Torwart sich am Angriffsspiel beteiligt. Durch verschiedene Aufstellungsvarianten wird mehr oder weniger Druck auf die angreifende Mannschaft ausgeübt, was diese zu riskanten Manövern und damit zum Ballverlust provozieren soll. Unter Zeitdruck oder bei einem knappen Rückstand wird oft eine Mann-Mann-Verteidigung gewählt, bei der jeder Angreifer seinen persönlichen Bewacher bekommt. Auch der Torwart der verteidigenden Mannschaft beteiligt sich. Dabei ist die Chance auf Ballgewinn höher, das Risiko eines Gegentors aber auch.
In der Offensive sind Zusammenspiel und Bewegung besonders wichtig. Es kann versucht werden, Lücken in der Defensive zu schaffen, ein Überzahlspiel auf einer Seite zu erzeugen oder das gegnerische Team zusammenzuschieben. Die Angreifer müssen ein besonderes Augenmerk auf Schwachstellen in der Abwehr richten und die schwächsten Spieler identifizieren. Der Ballbesitz ist wertvoll, überhastete Torwürfe führen selten zu einem Tor. Ein großer Anteil der Tore wird allerdings durch Konterangriffe erzielt, deshalb ist das Umschalten von Abwehr auf Angriff und umgekehrt eine elementare Fähigkeit eines guten Teams.
Außerdem gibt es die Taktik Mann-Deckung, bei der jeder Spieler einen Spieler der Gegner deckt. Dabei muss man Pässe abfangen und gute Pässe verhindern. Wird der Ball zu einem gedeckten Gegner gepasst, kann man ihn „Kentern“, ins Aus rammen oder ihm den Weg versperren.
Da der Ball nicht immer in Arm-Reichweite ist, kann man ihn mit dem Paddel aufnehmen, indem man mit der Paddel-Unterseite leichten Druck auf den Ball ausübt und den Ball dadurch nach unten drückt; nimmt man das Paddel nun zur Seite, springt der Ball hoch, und man kann ihn mit dem Paddel aufnehmen.

## Geschichte
Zu Zeiten als Kanuten ausschließlich Rennen fuhren und weite Strecken in teuren Booten zurücklegten, fing man an, sich Gedanken über Mannschaftssport zu machen. Der Kanusport war bis dato nicht bedeutsam und dies spiegelte sich auch in den geringen Zuschauerzahlen wider. Das Interesse, an einen Fluss zu fahren und für einen kurzen Moment Boote vorbeiziehen zu sehen, hatten nur wenige. Um diesen Zustand zu ändern, hielt man nach erfolgreichem Teamsport Ausschau. Fußball mauserte sich gerade zum Volkssport und so beschloss man, ein ähnliches Konzept zu verfolgen. Es galt also, den Kanusport auf ein Spielfeld zu bugsieren und darauf zwei Mannschaften um Ball und Tore kämpfen zu lassen. Und genau diese Idee verfolgten Kanusportler in England bereits seit Jahren. Sie nannten es „Kanupolo“.
Diese Idee wurde 1926 vom Deutschen Kanu-Verband (DKV) aufgegriffen und man gab die ersten Spielregeln bekannt, die noch sehr an Fußball bzw. Wasserball angelehnt waren. Es wurde auf einem Großfeld gespielt mit 90 bis 120 Meter Länge und 50 bis 90 Meter Breite. Die Mannschaften bestanden aus elf Feldspielern und der Ball durfte nur mit dem Paddel in etwas größere Wasserballtore befördert werden. Der Torwart durfte als einziger Spieler den Ball auch mit der Hand spielen. Weiterhin gab es eine Abseitsregel und es wurde zwei mal 45 Minuten gespielt, mit zehn Minuten Pause. Die Spiele fanden in Faltbooten statt, die zwar gut gepolstert waren, aber schnell beschädigt wurden. Die ersten Spiele fanden 1927 bei der deutschen Kanumeisterschaft in Hamburg statt. Federführend war der Wassersportverein Polizei Hamburg, der anlässlich der deutschen Kanumeisterschaften gegen eine Kombination aus Bremen und Berlin spielte. Aus diesen Erfahrungen entwickelten sich erste Regeländerungen. Alle Spieler durften jetzt den Ball mit der Hand spielen und es wurde nur noch 5 gegen 5 gespielt. Das Spielfeld wurde auf 60–90 Meter Seitenlinie und 40–60 Meter Torlinie, verkleinert. Die Spielzeit wurde auf 2 mal 30 Minuten gekürzt und der Ausschluss (Feldverweis) wurde eingeführt. Der Ball durfte nur 3 Sekunden in der Hand gehalten werden. 1928 wurden die ersten deutschen Meisterschaften in Potsdam ausgetragen, bei denen sich „WSA Polizei Hamburg“ gegen „VFK Lübeck“ durchsetzte und erster Deutscher Meister im Kanupolo wurde. Die hohen Reparaturkosten und der beginnende Zweite Weltkrieg führten 1935 zum vorläufigen Aus für den noch jungen Sport.
Kanupolo machte 1965 im Verbandsorgan des DKV, der Zeitschrift Kanu-Sport, durch eine kleine Notiz wieder auf sich aufmerksam. Es wurden Vereine gesucht, die an einer Neuauflage des Kanupolos Interesse hätten. Gemeldet haben sich daraufhin hauptsächlich einige Vereine aus dem Räumen Nordrhein-Westfalen und Hamburg, darunter auch wieder die Vorkriegsvereine „KG Wanderfalke Essen“ und „WSV Polizei Hamburg“. Ein Polo-Einheitsboot wurde entworfen. Es sollte kurz, stabil und sehr wendig sein. Puffer an den Enden sollten die Boote, bei nicht zu vermeidenden Kollisionen im Spiel, vor allzu starken Beschädigungen schützen. Das Einheitsboot wurde unter anderem darum entworfen, um beim Spiel keiner Mannschaft einen Vorteil zu verschaffen. Ein großer Faktor spielte natürlich die Kostenfrage. Hätte man mehrere Bootstypen gehabt, so wäre das einzelne Boot teurer gewesen. Bei größeren Stückzahlen hingegen ließen sich die Kosten doch erheblich senken.

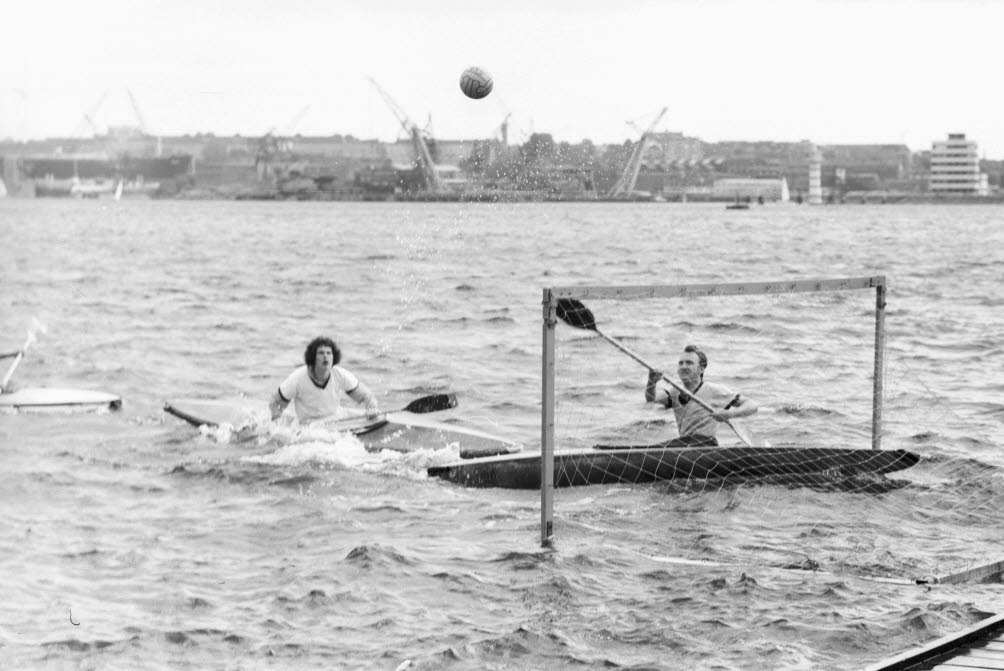
Großfeld-Kanupolo zur Kieler Woche 1973

Nach ersten Demonstrationsspielen und einigen Turnieren fanden 1971 wieder deutsche Meisterschaften in Salzgitter statt. Erst 1989 übernahm der DKV die Regeln der International Canoe Federation (ICF) und 1991 die grundsätzlich heute noch gültigen Kleinfeldregeln. Nun spielte man auf kleineren Feldern und in kurzen, leichten Booten. Dadurch wurde der Sport auch für Zuschauer wesentlich attraktiver. Erstmals wurden 1994 in Sheffield Weltmeisterschaften ausgetragen, bei denen sich die deutschen Herren den Titel des Vizemeisters sicherten. Seitdem werden Welt- und Europameisterschaften im jährlichen Wechsel veranstaltet, bei den ersten Weltmeisterschaften in Deutschland 2002 in Essen gingen 27 Nationen aus 6 Kontinenten an den Start. 1995 wurde die Kanupolo-Bundesliga für die Herren und 2008 für die Damen eingeführt. Bedeutendster Wettkampf sind jedoch die alle vier Jahre ausgetragenen World Games, bei denen Kanupolo seit 2001 Programmsportart ist.

## Wettkämpfe
| Schüler            | die im laufenden Kalenderjahr 14 oder weniger Jahre alt werden. |
| weibliche Jugend   | die im laufenden Kalenderjahr 15 und 16 Jahre alt werden. |
| männliche Jugend   | die im laufenden Kalenderjahr 15 und 16 Jahre alt werden. |
| U 21 Damen         | die im laufenden Kalenderjahr 17 bis 21 Jahre alt werden. |
| U 21 Herren        | die im laufenden Kalenderjahr 17 bis 21 Jahre alt werden. |
| Herren             | ab dem Kalenderjahr, in dem sie 19 Jahre alt werden. Die Liga hat keine Altersbeschränkung nach oben und ist in Bundesliga und die untere Liga (Liga 2, Liga 4 usw.) aufgeteilt. |
| Damen              | ab dem Kalenderjahr, in dem sie 19 Jahre alt werden. |
| Masters Damen 30+  | ab dem Kalenderjahr, in dem sie 30 Jahre alt werden. |
| Masters Herren 30+ | ab dem Kalenderjahr, in dem sie 30 Jahre alt werden. |
| Masters Damen 45+  | ab dem Kalenderjahr, in dem sie 45 Jahre alt werden. |
| Masters Herren 45+ | ab dem Kalenderjahr, in dem sie 45 Jahre alt werden. |

Die Wettkämpfe werden beim Kanupolo nicht in einzelnen Spielen ausgetragen, sondern in Turnierform. Das liegt vor allem an der im Verhältnis zur Anreise kurzen Spieldauer von 20 Minuten. Vereine nehmen pro Jahr an vielen Turnieren teil und spielen auch in verschiedenen Leistungsklassen auf diesen Turnieren. Entscheidend für den Auf- oder Abstieg aus einer Klasse sind allerdings einzig die deutschen Meisterschaften, eine Ausnahme stellt hier die Bundesliga dar. Turniere werden meist als Verbandsturniere, Spaßturniere oder Hochschul-Turniere veranstaltet. Es wird sowohl eine Herrenklasse als auch eine Damenklasse gespielt, zusätzlich gibt es Schüler-, Jugend- und U21-Klassen. Die Spaß- und Hochschul-Turniere werden meist „Mixed“ ausgetragen, das bedeutet, dass mindestens ein Mann und eine Frau pro Mannschaft auf dem Spielfeld sein muss.

### Bundesliga
Die Deutsche Kanupolo-Bundesliga (Leistungsklasse 1) wird seit 1995 ausgetragen. Sie setzt sich aus 12 Mannschaften zusammen und wird an 5 Spieltagen im Jahr ausgespielt. Sie wird in 2 Gruppen zu 6 Teams aufgeteilt. Die ersten 4 Spieltage finden bei ausgewählten Vereinen der Bundesliga statt. Weiterhin wird zwischen „kleinen“ und „großen“ Spieltagen unterschieden. Bei kleinen Spieltagen spielen die beiden Gruppen an getrennten Orten und bei den großen Spieltagen alle Teams zusammen. Der 5. Spieltag wird auf der deutschen Meisterschaft ausgetragen, dort finden die Ausspielungen statt, und die Saisonplatzierungen werden ermittelt. Die Platzierungen 11 und 12 sind die Absteiger und die ersten beiden der Leistungsklasse 2 (LK2), die ausschließlich auf der deutschen Meisterschaft ausgetragen wird, steigen in die Bundesliga auf.
Seit der Saison 2008 wird auch eine Damen-Bundesliga ausgespielt. Im ersten Jahr sind 8 Damenmannschaften in der Liga vertreten. Hier wird an zwei Spieltagen (Hin- und Rückrunde) eine Tabelle ausgespielt.
Ab der Saison 2019 wird in der Herrenklasse die 2. Bundesliga ausgetragen.

### Deutsche Meisterschaften
Die deutsche Meisterschaft wird jährlich ausgetragen und findet an einigen Tagen im August/September statt. Mannschaften der jeweiligen Leistungsklassen treten gegeneinander an und kämpfen um Auf- und Abstiegsplätze sowie um die deutsche Meisterschaft. Jede Leistungsklasse besteht aus 12 Mannschaften mit Ausnahme der Damen Bundesliga, die 8 Mannschaften enthält.
Hier wird die Endrunde der Bundesliga (Herren) ausgetragen, bei denen die ersten 8 Mannschaften um die deutsche Meisterschaft spielen und die 4 Letztplatzierten um den Klassenerhalt und die Endrunde der Bundesliga (Damen). Jeweils die letzten beiden Teams der Bundesligen steigen in die LK II ab.
In der LK II wird in 2 Gruppen „Jeder gegen Jeden“ gespielt. Das Spielsystem der Zwischen- und Endrunde wird vom Ausrichter in Abstimmung mit dem Ressortleiter bekannt gegeben. Die ersten beiden Teams steigen in die LK I auf, die beiden letzten steigen in die LK III ab. Dasselbe Spielsystem gilt auch für alle Leistungsklassen darunter. Einzig die Regelungen der Ab- und Aufsteiger unterscheiden sich. Bei der LK III steigen wie bei den oberen Leistungsklassen die beiden besten Mannschaften auf, allerdings steigen die vier letzten (9.–12.) ab.
Bei den Leistungsklassen IV und V können 2 Optionen angewandt werden. Entweder steigen die Teams 1 bis 4 auf und 9 bis 12 ab, oder es findet noch eine Relegationsrunde statt. Diese erlaubt Teams aus unteren Klassen außerhalb der Aufstiegsrunde den Aufstieg in die LK III. Bei der zweiten Option steigen dann die ersten beiden Teams der LK IV und der Relegationsrunde auf.
In den Klassen Schüler, Jugend und Junioren wird bei 5 bis 7 Mannschaften „Jeder gegen Jeden“ gespielt; bei mehr gemeldeten Teams wird auch hier in Gruppen aufgeteilt. Wird die Anzahl von 18 Mannschaften innerhalb von 2 Jahren dauerhaft überschritten, können Leistungsklassen eingeführt werden.

#### Deutsche Meisterschaften mit Austragungsorten
Alle deutschen Meister von 1928 bis heute
| Jahr | DM Lfd. Nr. | Ort                                                | Herren                                   | Damen                                    | Junioren                                 | Jugend                                   | Schüler                                  |
| 1928 | 1.          | Potsdam-Templiner See                              | Polizei Hamburg                          | —                                        | —                                        | —                                        | —                                        |
| 1929 | 2.          | Hamburg-Außenalster                                | Polizei Hamburg                          | —                                        | —                                        | —                                        | —                                        |
| 1930 | 3.          | Breslau/Görlitz                                    | KG Wanderfalke Essen                     | —                                        | —                                        | —                                        | —                                        |
| 1931 | 4.          | Duisburg-Wedau                                     | KG Wanderfalke Essen                     | —                                        | —                                        | —                                        | —                                        |
| 1932 | 5.          | wurden keine Meisterschaften ausgetragen           | wurden keine Meisterschaften ausgetragen | wurden keine Meisterschaften ausgetragen | wurden keine Meisterschaften ausgetragen | wurden keine Meisterschaften ausgetragen | wurden keine Meisterschaften ausgetragen |
| 1933 | 6.          | Berlin-Grünau                                      | ACC Hamburg                              | —                                        | —                                        | —                                        | —                                        |
| 1934 | 7.          | Nürnberg-Dutzendteich                              | KG Wanderfalke Essen                     | —                                        | —                                        | —                                        | —                                        |
| 1969 | 1.          | Essen Kanupolokriterium                            | KG Wanderfalke Essen                     | —                                        | —                                        | —                                        | —                                        |
| 1970 | 2.          | BREMEN-WERDERSEE Kanupolokriterium                 | WSA Polizei Hamburg                      | —                                        | —                                        | —                                        | —                                        |
| 1971 | 1.          | SALZGITTER                                         | WSA Polizei Hamburg                      | —                                        | —                                        | BW Schwalbe Hamburg                      | —                                        |
| 1972 | 2.          | WUPPERTAL-BEYENBURG                                | KSV Rothe Mühle Essen                    | —                                        | —                                        | VMW Berlin                               | —                                        |
| 1973 | 3.          | WUPPERTAL-BEYENBURG                                | 1.Meidericher KC                         | —                                        | —                                        | BW Schwalbe Hamburg                      | —                                        |
| 1974 | 4.          | NETTETAL-LOBBERICH                                 | KG Wanderfalke Essen                     | —                                        | —                                        | BW Schwalbe Hamburg                      | —                                        |
| 1975 | 5.          | HAMBURG-STADTPARKSEE                               | VMW Berlin                               | WSA Polizei Hamburg                      | VMW Berlin                               | BW Schwalbe Hamburg                      | —                                        |
| 1976 | 6.          | HANNOVER-MASCHSEE                                  | WSA Polizei Hamburg                      | —                                        | KV Kiel                                  | BW Schwalbe Hamburg                      | VMW Berlin                               |
| 1977 | 7.          | ESSEN-STEELE                                       | VMW Berlin                               | —                                        | KV Kiel                                  | VMW Berlin                               | VMW Berlin                               |
| 1978 | 8.          | WUPPERTAL-BEYENBURG                                | 1.Meidericher KC                         | —                                        | VMW Berlin                               | VMW Berlin                               | KV Kiel                                  |
| 1979 | 9.          | BERLIN-GATOW                                       | VMW Berlin                               | —                                        | VMW Berlin                               | VMW Berlin                               | KSV Rothe Mühle Essen                    |
| 1980 | 10.         | ESSEN-BALDENEYSEE                                  | 1.Meidericher KC                         | —                                        | VMW Berlin                               | VMW Berlin                               | WSV Benrath                              |
| 1981 | 11.         | HAMBURG-STADTPARKBAD                               | BW Schwalbe Hamburg                      | —                                        | Hamburger KC                             | —                                        | VMW Berlin                               |
| 1982 | 12.         | DUISBURG-WEDAU                                     | BW Schwalbe Hamburg                      | —                                        | —                                        | KV Nürnberg                              | VMW Berlin                               |
| 1983 | 13.         | PORTA-WESTFALICA                                   | BW Schwalbe Hamburg                      | —                                        | —                                        | NW Hamburg                               | VMW Berlin                               |
| 1984 | 14.         | ESSEN-BALDENEYSEE                                  | BW Schwalbe Hamburg                      | —                                        | NW Hamburg                               | 1.Meidericher KC                         | VMW Berlin                               |
| 1985 | 15.         | MÜNCHEN-Oberschleißheim                            | KSV Rothe Mühle Essen                    | BW Schwalbe Hamburg                      | 1.Meidericher KC                         | VMW Berlin                               | VMW Berlin                               |
| 1986 | 16.         | HANNOVER-MASCHSEE                                  | KSV Rothe Mühle Essen                    | Hamburger KC                             | NW Hamburg                               | VMW Berlin                               | —                                        |
| 1987 | 17.         | BERLIN                                             | VMW Berlin                               | BW Schwalbe Hamburg                      | VMW Berlin                               | KG Wanderfalke Essen                     | —                                        |
| 1988 | 18.         | ESSEN                                              | KSV Rothe Mühle Essen                    | BW Schwalbe Hamburg                      | —                                        | —                                        | —                                        |
| 1989 | 19.         | HAMBURG-ALLERMÖHE                                  | 1.Meidericher KC                         | BW Schwalbe Hamburg                      | —                                        | NW Hamburg                               | —                                        |
| 1990 | 20.         | ESSEN letzte Großfeldmeisterschaft                 | 1.Meidericher KC                         | Hamburger KC                             | —                                        | 1.Meidericher KC                         | —                                        |
| 1991 | 21.         | HANNOVER-MASCHSEE Erste Kleinfeldmeisterschaft     | KSV Rothe Mühle Essen                    | Göttinger PC                             | KC Rotation Berlin                       | 1.Meidericher KC                         | —                                        |
| 1992 | 22.         | MÜNCHEN-Oberschleißheim                            | 1.Meidericher KC                         | KSV Rothe Mühle Essen                    | KC Rotation Berlin                       | KG List Hannover                         | SC Grünau Berlin                         |
| 1993 | 23.         | ESSEN                                              | KSV Rothe Mühle Essen                    | KG List Hannover                         | KC Rotation Berlin                       | NW Hamburg                               | WSV Quakenbrück                          |
| 1994 | 24.         | HAMBURG-ALLERMÖHE                                  | KSV Rothe Mühle Essen                    | 1.Meidericher KC                         | KC Pirat Bergheim                        | KSV Rothe Mühle Essen                    | KC Nord-West Berlin                      |
| 1995 | 25.         | BERLIN-GRÜNAU Einführung der Bundesliga            | VMW Berlin                               | MTV München                              | KSV Glauchau                             | WSV Quakenbrück                          | KC Nord-West Berlin                      |
| 1996 | 26.         | DUISBURG-WEDAU                                     | KSV Rothe Mühle Essen                    | KG List Hannover                         | WSV Quakenbrück                          | WSF Liblar                               | KC Nord-West Berlin                      |
| 1997 | 27.         | GLAUCHAU                                           | KSV Rothe Mühle Essen                    | KG List Hannover                         | WSV Quakenbrück                          | KC Nord-West Berlin                      | WSV Niederrh. Duisburg                   |
| 1998 | 28.         | MÜNCHEN-Oberschleißheim                            | ESV Cottbus                              | MTV München                              | KC Nord-West Berlin                      | KC Nord-West Berlin                      | Calenberger CC                           |
| 1999 | 29.         | ESSEN-BALDENEYSEE                                  | 1.Meidericher KC                         | KG List Hannover                         | KG Wanderfalke Essen                     | WSV DeWittsee                            | KSV Rothe Mühle Essen                    |
| 2000 | 30.         | BERLIN-GRÜNAU                                      | 1.Meidericher KC                         | KC Limmer Hannover                       | KG Wanderfalke Essen                     | KC Nord-West Berlin                      | KSV Rothe Mühle Essen                    |
| 2001 | 31.         | ESSEN-BALDENEYSEE                                  | 1.Meidericher KC                         | KC Limmer Hannover                       | KC Nord-West Berlin                      | KSV Rothe Mühle Essen                    | Göttinger PC                             |
| 2002 | 32.         | DUISBURG-WEDAU                                     | WSF Liblar                               | KC Limmer Hannover                       | KSV Rothe Mühle Essen                    | Braunschweiger KC                        | KC Wetter                                |
| 2003 | 33.         | ESSEN-BALDENEYSEE                                  | WSF Liblar                               | VMW Berlin                               | KC Nord-West Berlin                      | 1.Meidericher KC                         | KG Wanderfalke                           |
| 2004 | 34.         | DUISBURG-WEDAU                                     | WSF Liblar                               | Göttinger PC                             | Braunschweiger KC                        | DJK Ruhrwacht                            | RSV Hannover                             |
| 2005 | 35.         | BERLIN-GRÜNAU                                      | WSF Liblar                               | Göttinger PC                             | 1.Meidericher KC                         | WSF Liblar                               | KG Wanderfalke                           |
| 2006 | 36.         | ESSEN                                              | WSF Liblar                               | WSF Liblar                               | KC Radolfzell                            | VMW Berlin                               | WSF Liblar                               |
| 2007 | 37.         | BERLIN-GRÜNAU                                      | KG Wanderfalke Essen                     | Göttinger PC                             | WSF Liblar                               | KC Nord-West Berlin                      | KC Nord-West Berlin                      |
| 2008 | 38.         | ESSEN Einführung Damen-Bundesliga                  | WSF Liblar                               | KC Wetter/Ruhr                           | KC Nord-West Berlin                      | KC Nord-West Berlin                      | KSV Rothe Mühle Essen                    |
| 2009 | 39.         | DUISBURG-WEDAU                                     | KC Nord-West Berlin                      | KC Nord-West Berlin                      | KC Nord-West Berlin                      | KC Nord-West Berlin                      | KSV Havelbrüder                          |
| 2010 | 40.         | ESSEN-BALDENEYSEE                                  | KC Nord-West Berlin                      | KC Nord-West Berlin                      | WSF Liblar                               | KSV Rothe Mühle Essen                    | VMW Berlin                               |
| 2011 | 41.         | BERLIN-GRÜNAU                                      | WSF Liblar                               | Göttinger PC                             | KC Pirat Bergheim                        | KSV Havelbrüder                          | KSV Havelbrüder                          |
| 2012 | 42.         | ESSEN-BALDENEYSEE                                  | Göttinger PC                             | KC Nord-West Berlin                      | KSV Havelbrüder                          | VMW Berlin                               | KSV Havelbrüder                          |
| 2013 | 43.         | ESSEN-BALDENEYSEE                                  | KSV Rothe Mühle Essen                    | Göttinger PC                             | VMW Berlin                               | KSV Havelbrüder                          | KSV Havelbrüder                          |
| Jahr | DM Lfd. Nr. | Ort                                                | Herren                                   | Damen                                    | Herren u21                               | Jugend                                   | Schüler                                  |
| 2014 | 44.         | DUISBURG-WEDAU                                     | KSV Rothe Mühle Essen                    | PSC Coburg                               | 1.Meidericher KC                         | KSV Havelbrüder                          | KSV Havelbrüder                          |
| 2015 | 45.         | BERLIN-GRÜNAU                                      | KSV Rothe Mühle Essen                    | SKG Hanau                                | KSV Havelbrüder                          | KSV Havelbrüder                          | KSV Havelbrüder                          |
| 2016 | 46.         | ESSEN-BALDENEYSEE                                  | KC Nord-West Berlin                      | PSC Coburg                               | KSV Havelbrüder                          | KC Nord-West Berlin                      | KSV Havelbrüder                          |
| 2017 | 47.         | ESSEN-BALDENEYSEE                                  | KSV Rothe Mühle Essen                    | PSC Coburg                               | KSV Havelbrüder                          | KSV Havelbrüder                          | WSF Liblar                               |
| 2018 | 48.         | DUISBURG-WEDAU                                     | WSF Liblar                               | ACC Hamburg                              | KSV Havelbrüder                          | KSV Havelbrüder                          | KC Wetter                                |
| 2019 | 49.         | BRANDENBURG a.d. Havel Einführung der 2.Bundesliga | WSF Liblar                               | ACC Hamburg                              | KSV Rothe Mühle Essen                    | 1.Meidericher KC                         | KC Wetter                                |
| 2020 | 50.         | ESSEN-BALDENEYSEE                                  | Ausgefallen wegen Covid-19               | Ausgefallen wegen Covid-19               | Ausgefallen wegen Covid-19               | Ausgefallen wegen Covid-19               | Ausgefallen wegen Covid-19               |
| 2021 | 50.         | ESSEN-BALDENEYSEE                                  | KSV Havelbrüder                          | KC Nord-West Berlin                      | KSV Havelbrüder                          | WS Dresden                               | KSV Glauchau                             |
| 2022 | 51.         | ESSEN-BALDENEYSEE                                  | 1.Meidericher KC                         | PSC Coburg                               | KSV Havelbrüder                          | KSV Glauchau                             | KSV Rothe Mühle Essen                    |
| 2023 | 52.         | KÖLN-FÜHLINGERSEE                                  | KSV Havelbrüder                          | PSC Coburg                               | KSV Havelbrüder                          | KSV Glauchau                             | KSV Havelbrüder                          |
| 2024 | 53.         | BREMEN-WERDERSEE                                   | KSV Rothe Mühle Essen                    | MKC Duisburg                             | KSV Glauchau                             | KSV Rothe Mühle Essen                    | KSV Havelbrüder                          |

### Weltmeisterschaften
Seit 1993 gibt es im Kanupolo auch Welt- und Europameisterschaften. In den geraden Jahren finden die Weltmeisterschaften der Herren, Damen, Herren U21 und Damen U21 statt, in den ungeraden Jahren die Europameisterschaften.
| Jahr | Ort                       | Herren                                              | Damen                                               | U21 Herren                                          | U21 Damen                                           |
| ---- | ------------------------- | --------------------------------------------------- | --------------------------------------------------- | --------------------------------------------------- | --------------------------------------------------- |
| 1994 | Sheffield/Großbritannien  | Australien                                          | Australien                                          |                                                     |                                                     |
| 1996 | Adelaide/Australien       | Australien                                          | Großbritannien                                      |                                                     |                                                     |
| 1998 | Aveiro/Portugal           | Australien                                          | Australien                                          |                                                     |                                                     |
| 2000 | São Paulo/Brasilien       | Großbritannien                                      | Deutschland                                         |                                                     |                                                     |
| 2002 | Essen/Deutschland         | Großbritannien                                      | Deutschland                                         | Deutschland                                         | Deutschland                                         |
| 2004 | Miyoshi/Japan             | Niederlande                                         | Großbritannien                                      | Spanien                                             |                                                     |
| 2006 | Amsterdam/Niederlande     | Frankreich                                          | Deutschland                                         | Frankreich                                          |                                                     |
| 2008 | Edmonton/Kanada           | Niederlande                                         | Großbritannien                                      | Großbritannien                                      |                                                     |
| 2010 | Mailand/Italien           | Frankreich                                          | Großbritannien                                      | Deutschland                                         | Frankreich                                          |
| 2012 | Posen/Polen               | Niederlande                                         | Deutschland                                         | Frankreich                                          | Deutschland                                         |
| 2014 | Thury-Harcourt/Frankreich | Frankreich                                          | Deutschland                                         | Frankreich                                          | Deutschland                                         |
| 2016 | Syrakus/Italien           | Italien                                             | Neuseeland                                          | Großbritannien                                      | Deutschland                                         |
| 2018 | Welland/Kanada            | Deutschland                                         | Deutschland                                         | Großbritannien                                      | Deutschland                                         |
| 2020 | Rom/Italien               | zweimal verschoben, dann ausgefallen wegen Covid-19 | zweimal verschoben, dann ausgefallen wegen Covid-19 | zweimal verschoben, dann ausgefallen wegen Covid-19 | zweimal verschoben, dann ausgefallen wegen Covid-19 |
| 2022 | Saint-Omer/Frankreich     | Deutschland                                         | Deutschland                                         | Spanien                                             | Neuseeland                                          |
| 2024 | Deqing/China              | Deutschland                                         | Neuseeland                                          | Spanien                                             | Frankreich                                          |
| 2026 | Duisburg/Deutschland      |                                                     |                                                     |                                                     |                                                     |

### Europameisterschaften
| Jahr | Ort                                  | Herren         | Damen          | U21 Herren     | U21 Damen   |
| ---- | ------------------------------------ | -------------- | -------------- | -------------- | ----------- |
| 1993 | Sheffield/Großbritannien             | Deutschland    | Deutschland    |                |             |
| 1995 | Rom/Italien                          | Großbritannien | Deutschland    |                |             |
| 1997 | Essen/Deutschland                    | Frankreich     | Großbritannien |                |             |
| 1999 | Mechelen/Belgien                     | Frankreich     | Deutschland    | Großbritannien | Frankreich  |
| 2001 | Bydgoszcz/Polen                      | Deutschland    | Großbritannien | Frankreich     | Deutschland |
| 2003 | Kilcock/Irland                       | Niederlande    | Deutschland    | Deutschland    |             |
| 2005 | Madrid/Spanien                       | Deutschland    | Großbritannien | Spanien        |             |
| 2007 | Thury-Harcourt/Frankreich            | Niederlande    | Deutschland    | Frankreich     | Deutschland |
| 2009 | Essen/Deutschland                    | Italien        | Großbritannien | Deutschland    | Frankreich  |
| 2011 | Madrid/Spanien                       | Frankreich     | Großbritannien | Frankreich     | Deutschland |
| 2013 | Posen/Polen                          | Deutschland    | Deutschland    | Frankreich     | Deutschland |
| 2015 | Essen/Deutschland                    | Deutschland    | Deutschland    | Frankreich     | Deutschland |
| 2017 | Saint-Omer/Frankreich                | Spanien        | Deutschland    | Großbritannien | Deutschland |
| 2019 | Coimbra/Portugal                     | Deutschland    | Großbritannien | Deutschland    | Deutschland |
| 2021 | Catania/Italien                      | Deutschland    | Frankreich     | Frankreich     | Deutschland |
| 2023 | Brandenburg an der Havel/Deutschland | Dänemark       | Deutschland    | Italien        | Niederlande |
| 2025 | Kalisz/Polen                         |                |                |                |             |

### World Games

#### Herren
| Jahr | Ort                         | Gold        | Silber      | Bronze         |
| ---- | --------------------------- | ----------- | ----------- | -------------- |
| 2005 | Duisburg/Deutschland        | Niederlande | Deutschland | Großbritannien |
| 2009 | Kaohsiung/Chinesisch Taipeh | Frankreich  | Niederlande | Australien     |
| 2013 | Cali/Kolumbien              | Deutschland | Frankreich  | Italien        |
| 2017 | Breslau/Polen               | Deutschland | Italien     | Spanien        |
| 2022 | Birmingham/USA              | Deutschland | Frankreich  | Spanien        |
| 2025 | Chengdu/China               |             |             |                |

#### Damen
| Jahr | Ort                         | Gold           | Silber         | Bronze     |
| ---- | --------------------------- | -------------- | -------------- | ---------- |
| 2005 | Duisburg/Deutschland        | Deutschland    | Großbritannien | Japan      |
| 2009 | Kaohsiung/Chinesisch Taipeh | Großbritannien | Deutschland    | Frankreich |
| 2013 | Cali/Kolumbien              | Deutschland    | Großbritannien | Frankreich |
| 2017 | Breslau/Polen               | Deutschland    | Frankreich     | Italien    |
| 2022 | Birmingham/USA              | Frankreich     | Deutschland    | Neuseeland |
| 2025 | Chengdu/China               |                |                |            |

## Hochschulsport
An einigen Hochschulen gehört Kanupolo zum festen Sportprogramm. Neben der Sportausbildung werden auch hier Wettkämpfe abgehalten. Dazu gehören eine Vielzahl von Spaßturnieren, ein Länderpokal und jedes Jahr die deutschen Hochschulmeisterschaften. Bei Hochschulturnieren werden die Begegnungen meist Mixed ausgetragen (mindestens eine Frau und ein Mann auf dem Spielfeld) und je nach Veranstaltung die Spielzeit auf 7 Minuten pro Halbzeit gekürzt. Der Hochschulsport ist eine gute Möglichkeit, um einen Einblick in den Sport Kanupolo zu bekommen und an Wettkämpfen teilzunehmen.
Hochschulen, an denen Kanupolo gespielt wird:
| - RWTH Aachen - Freie Universität Berlin - Technische Universität Berlin - Universität Bielefeld - Technische Universität Braunschweig - Universität Bremen - Technische Universität Clausthal - Technische Universität Darmstadt - Technische Universität Dresden - Albert-Ludwigs-Universität Freiburg - Georg-August-Universität Göttingen - Universität Hamburg | - Gottfried Wilhelm Leibniz Universität Hannover - Ruprecht-Karls-Universität Heidelberg - Christian-Albrechts-Universität zu Kiel - Universität Konstanz - Deutsche Sporthochschule Köln - Hochschule für Technik, Wirtschaft und Kultur Leipzig - Philipps-Universität Marburg - Johannes Gutenberg-Universität Mainz - Universität Münster - Universität Potsdam - Universität Rostock - Eberhard Karls Universität Tübingen - Universität Ulm |